# 체험경제
체험경제(Experience Economy)는 소비자들이 단순히 상품이나 서비스를 제공받는 것이 아닌 상품의 고유한 특성에서 가치 있는 체험을 얻는 것을 뜻하며, B. 조지프 파인 주니어(B. Joseph Pine II)와 제임스 H. 길모어(James H. Gilmore)가 1998년에 출판한 〈체험경제(The Experience Economy)〉에서 처음 사용되었다.
파인과 길모어는 기업이 고객에게 가치있는 체험을 선사해야 하며, 그 체험 자체가 하나의 상품이 될 것이라고 주장했다. 이들은 개인의 참여형태와 환경 정도에 따라 크게 네 가지의 체험요소로 구분했으며, 오락적 체험요소, 교육적 체험요소, 미적 체험요소, 일탈적 체험요소이다.
체험경제는 경제 분야에서 처음으로 사용되었으나, 관광, 건축, 간호 등 다른 분야에서도 사용되고 있다. 또한 체험경제는 고객체험과 밀접한 관계를 가진다.

## 같이 보기
- 상업화
- 전자 상거래
- Z세대
- 소매업 종말